# Frankenthal (Rajna-vidék-Pfalz)
Frankenthal település Németországban, Rajna-vidék-Pfalz tartományban. Lakosainak száma 49 122 fő (2023. december 31.). Frankenthal Rhein-Pfalz, Ludwigshafen am Rhein és Mannheim községekkel határos.

## Fekvése
Mannheim északnyugati szomszédjában fekvő település.

## Leírása

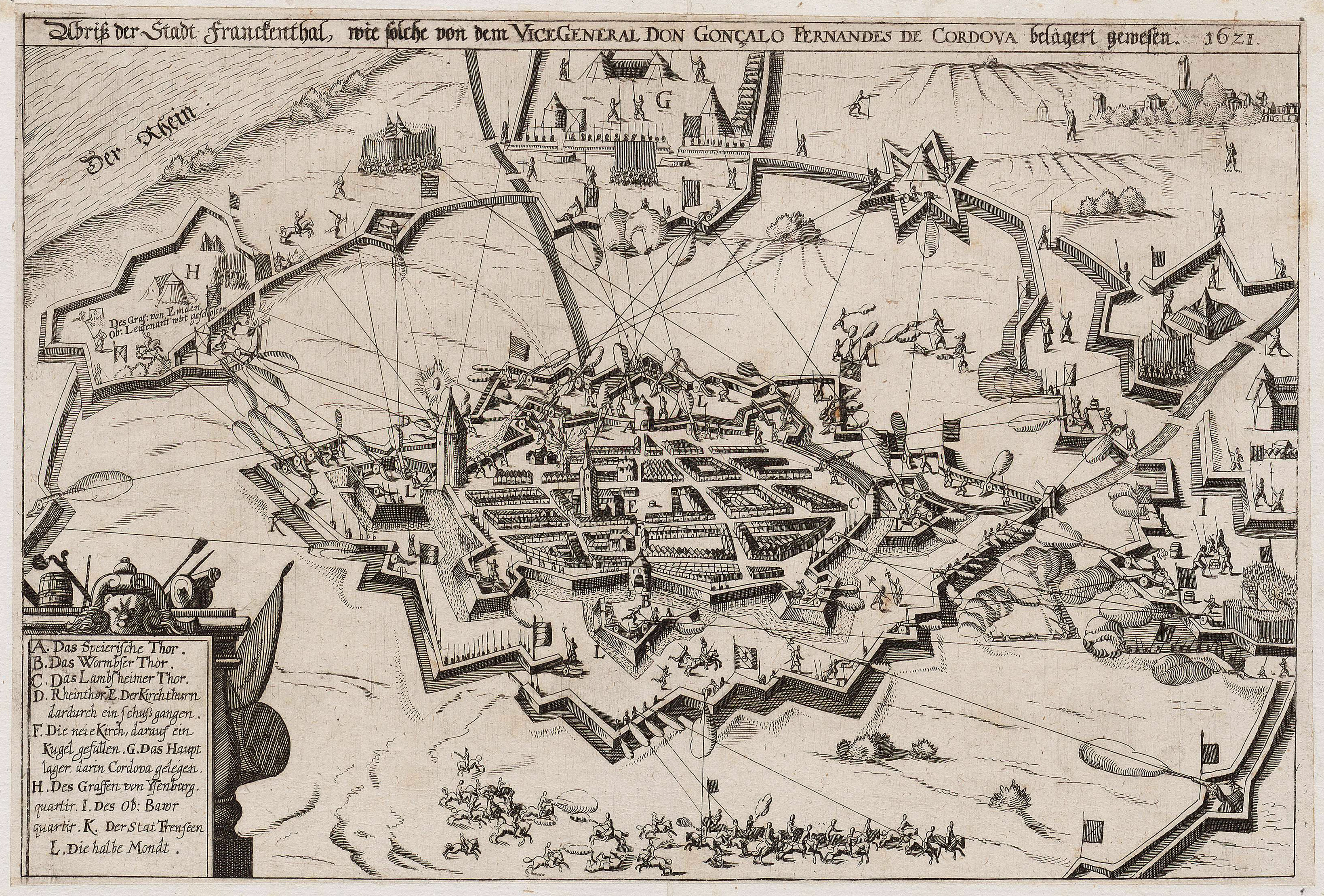

A városka felvirágoztatásához a 16. századtól kezdve – vallási nézeteik miatt – ideérkezett menekülők, németalföldi kálvinisták járultak hozzá. A 18. század közepén a Straßburgból származó Paul Hannong alapított itt egy másfél századon keresztül működő porcelán-manufaktúrát, melynek darabjaiból a Városházán máig őriznek egy gyűjteményt.
Frankenthalba az út az 1772-ben épült Speyeri kapun (Speyer-Tor) keresztül vezet, egyenesen a városháza (Rathaus) elé. A Városháza előtti térről láthatók az egykori Ágoston-rendi apátság késő román stílusban épült templomának romjai.

## Galéria

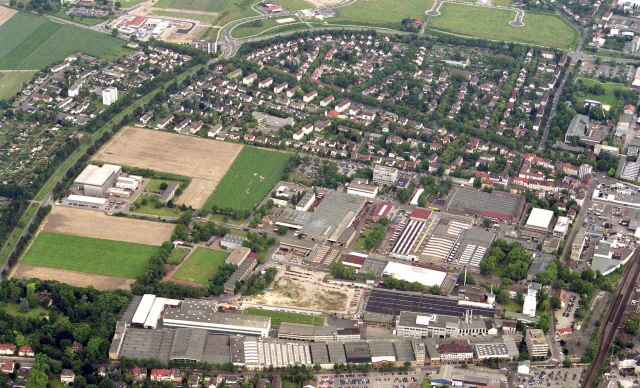
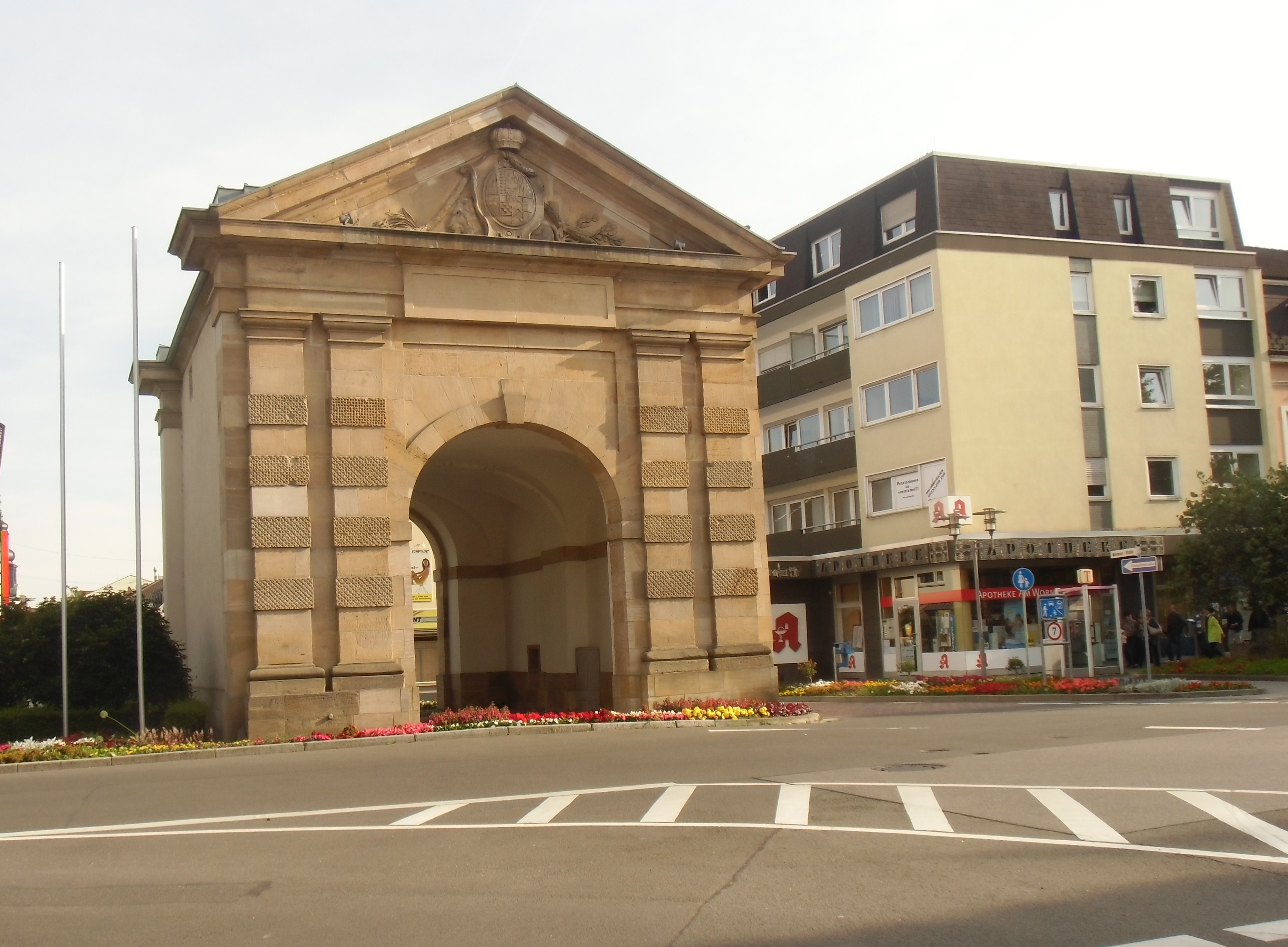
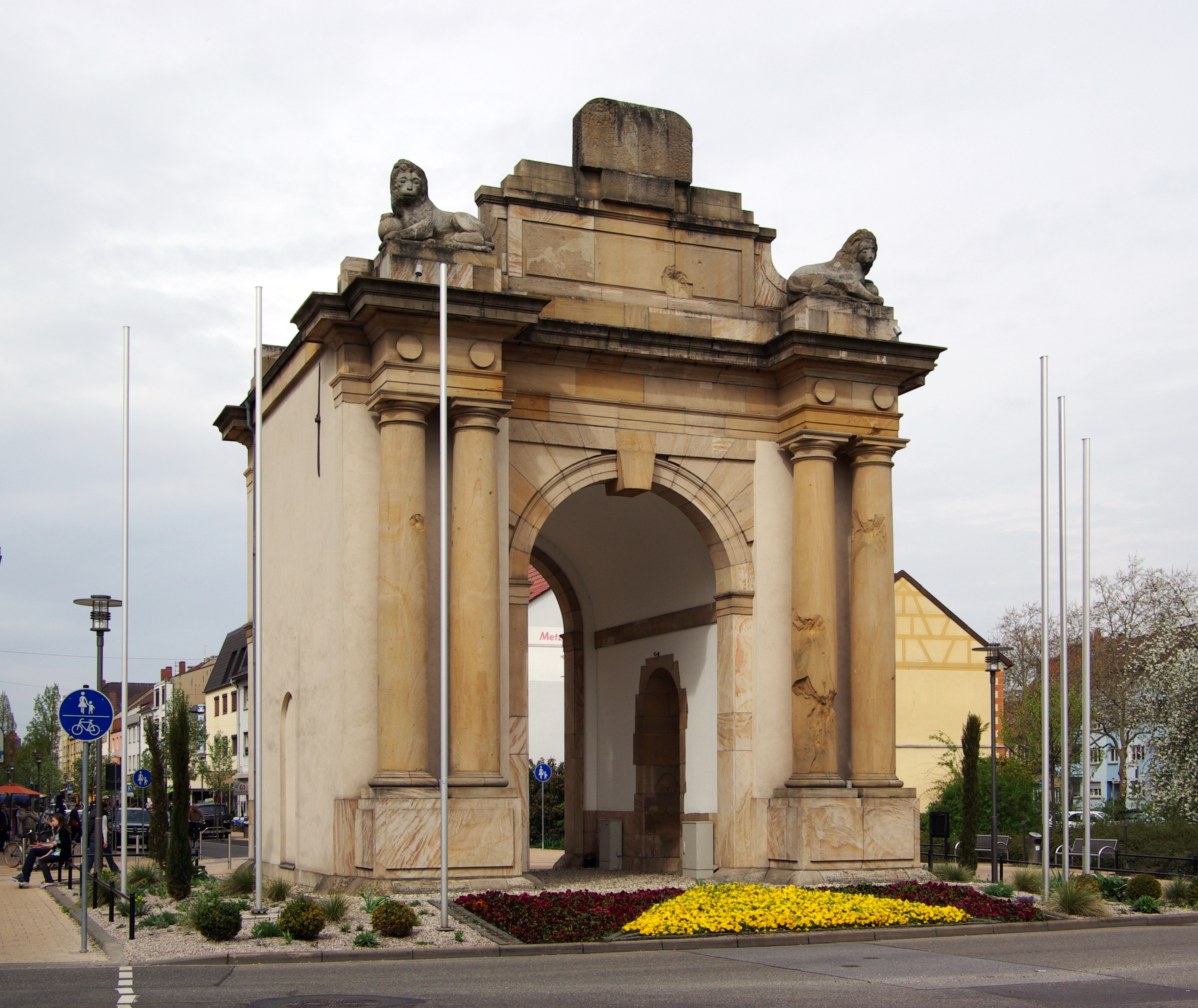
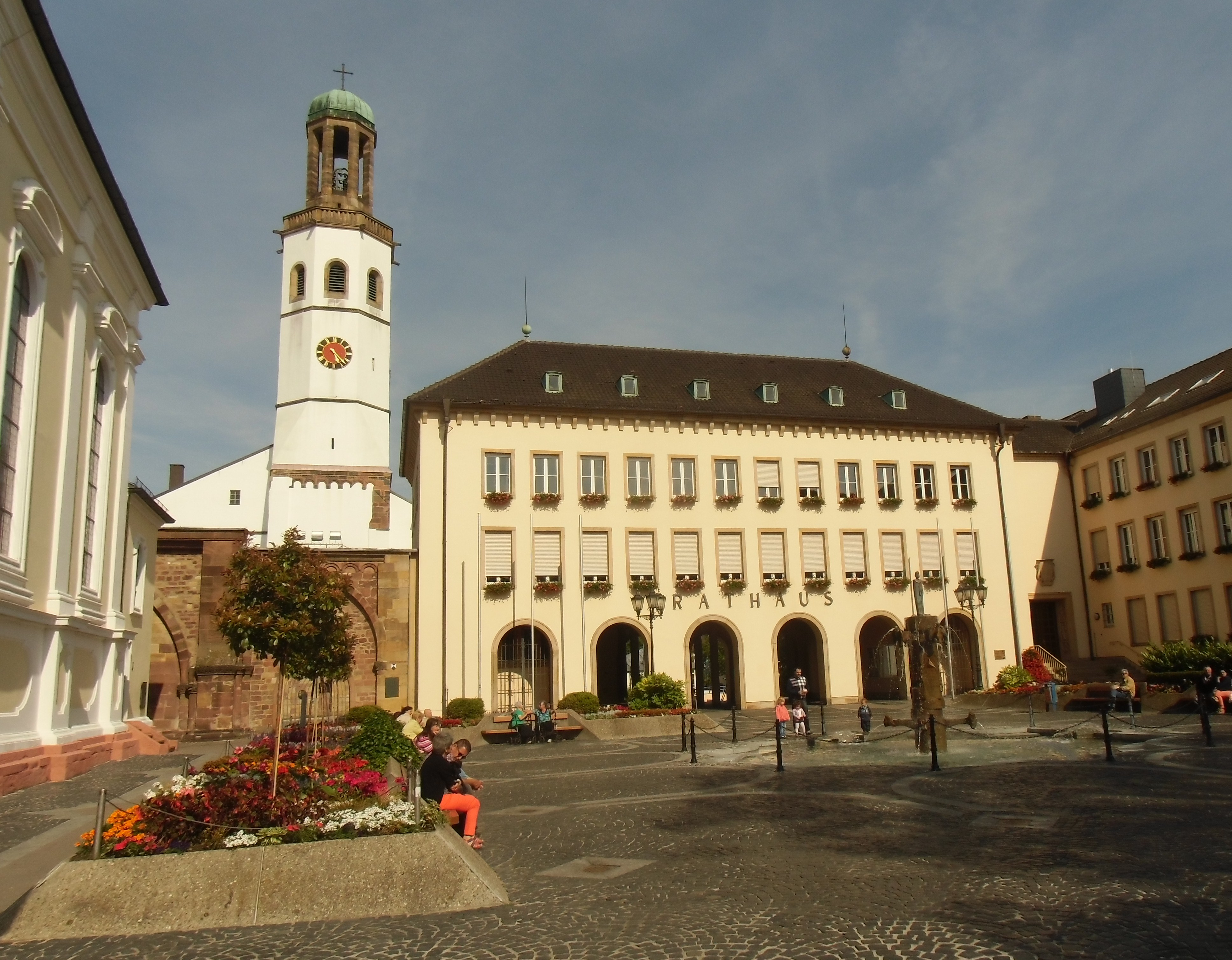
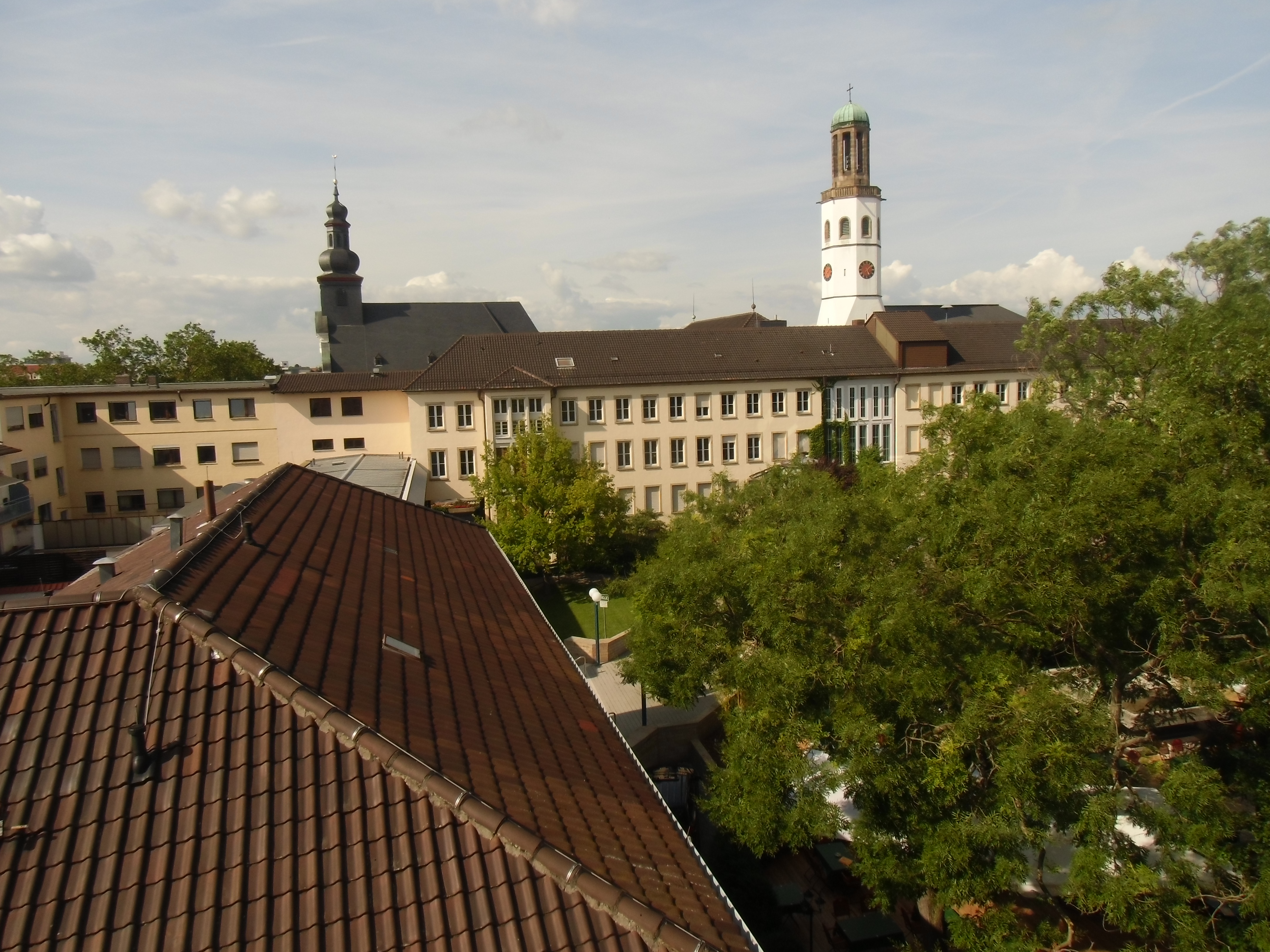
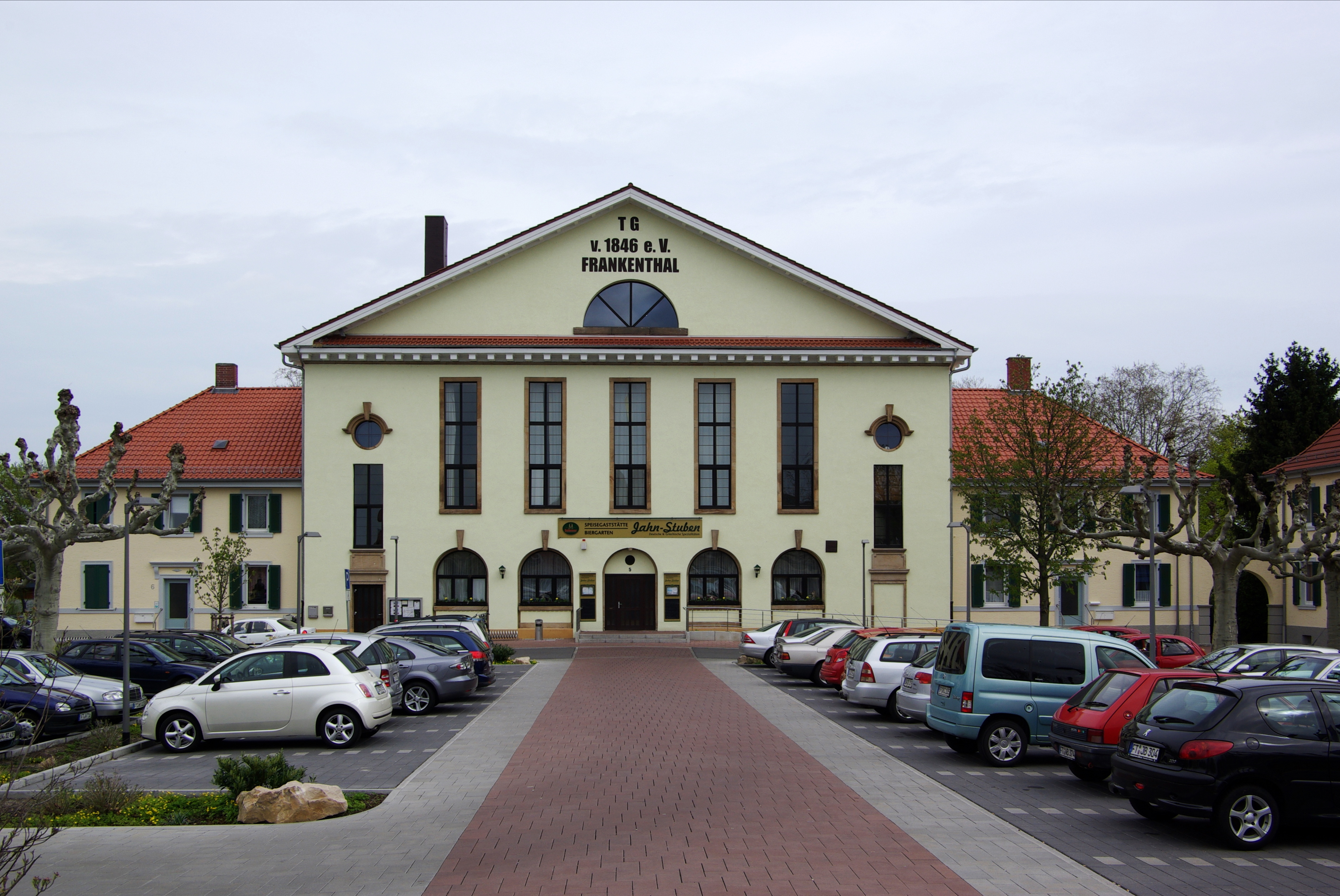
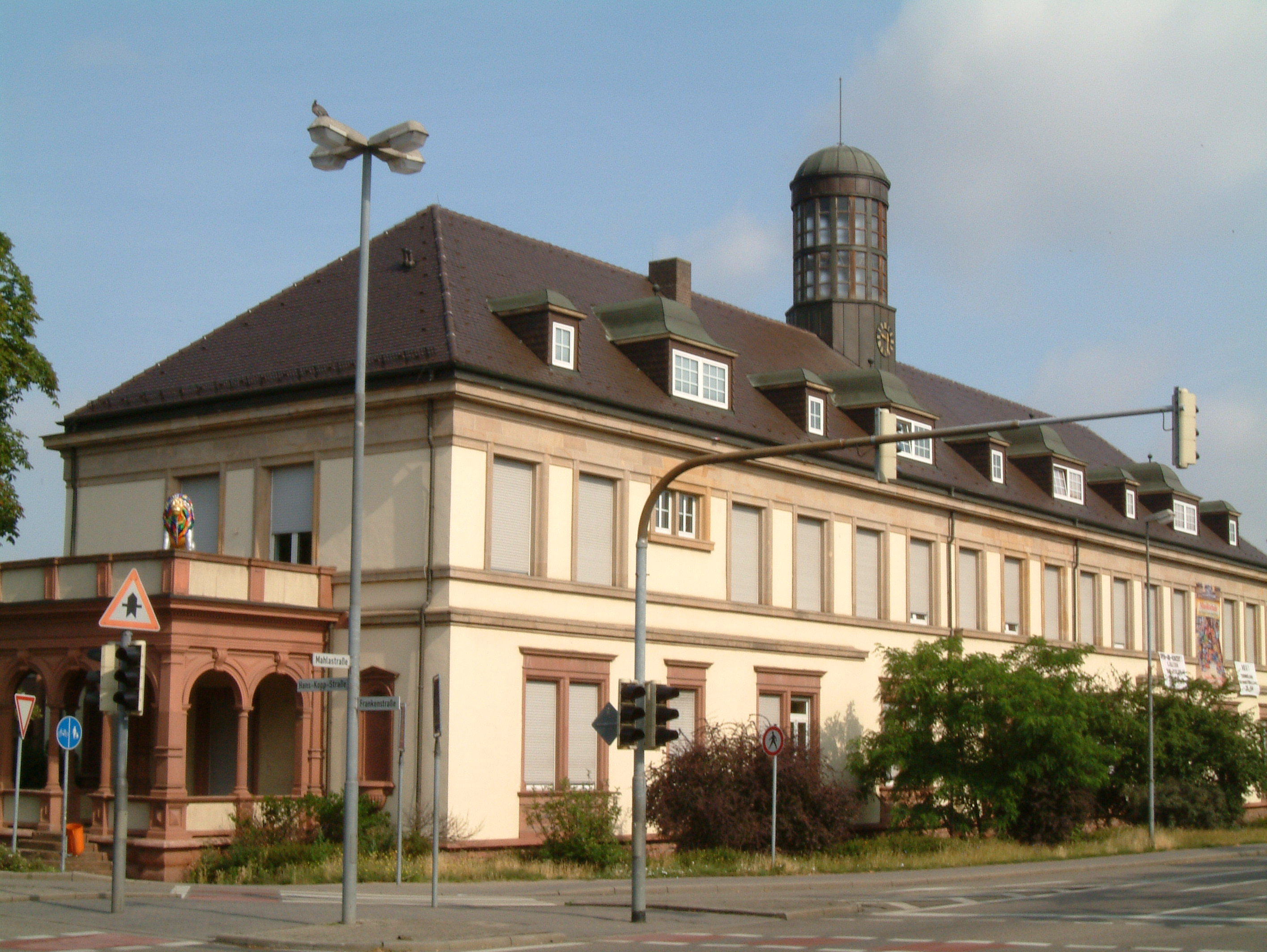
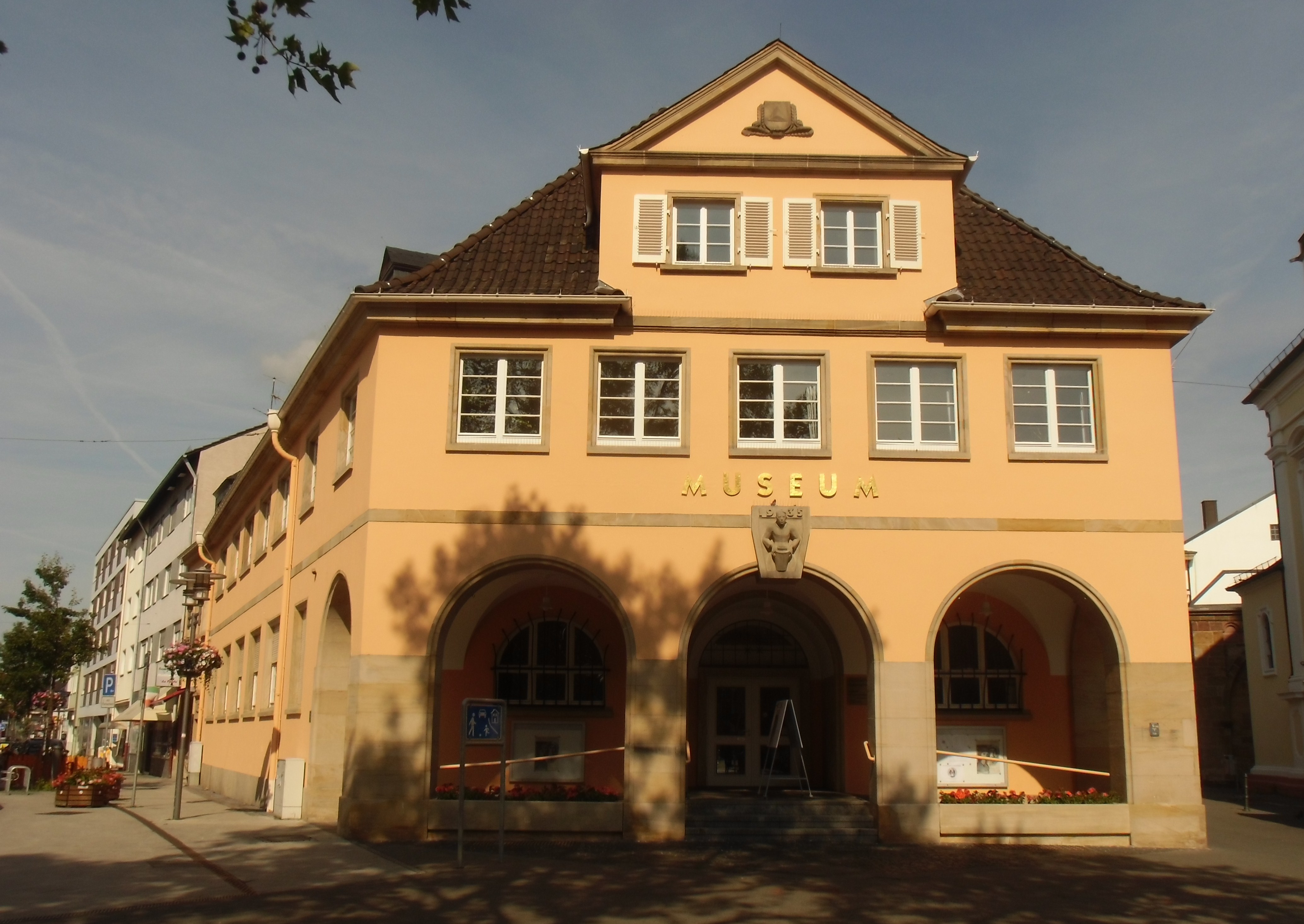

## Frankenthali porcelán

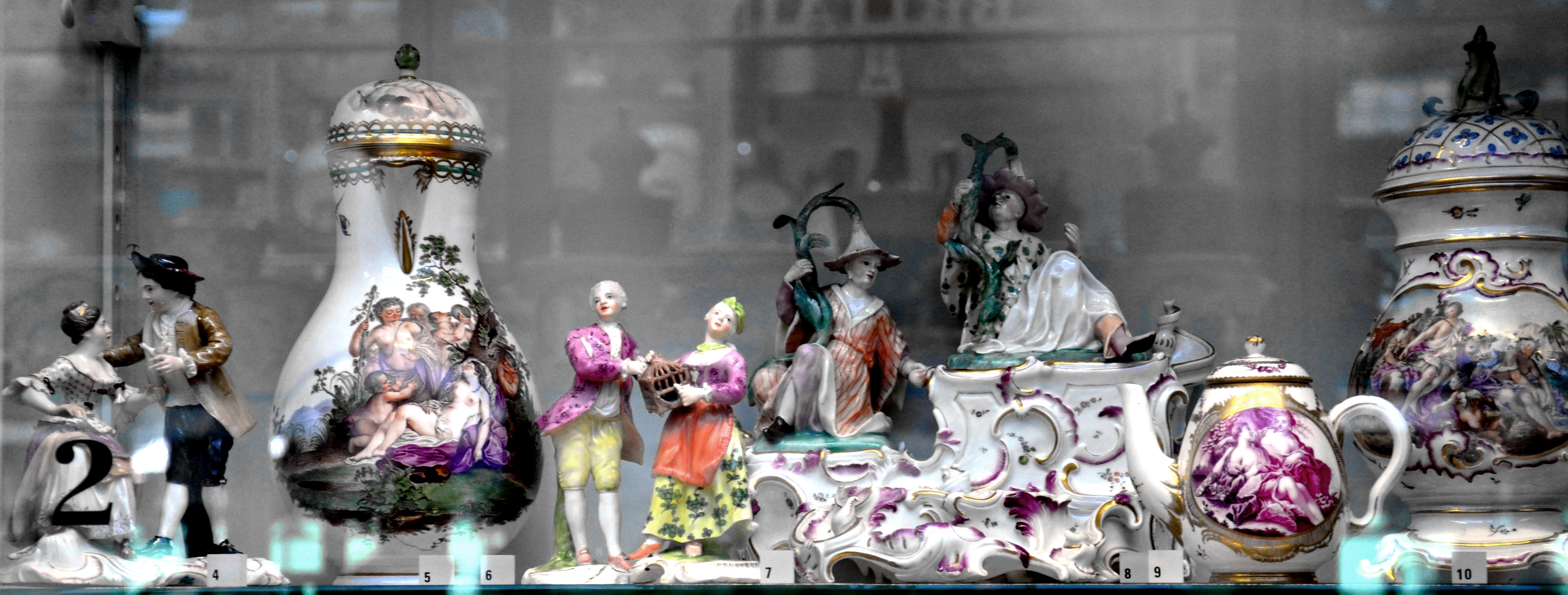
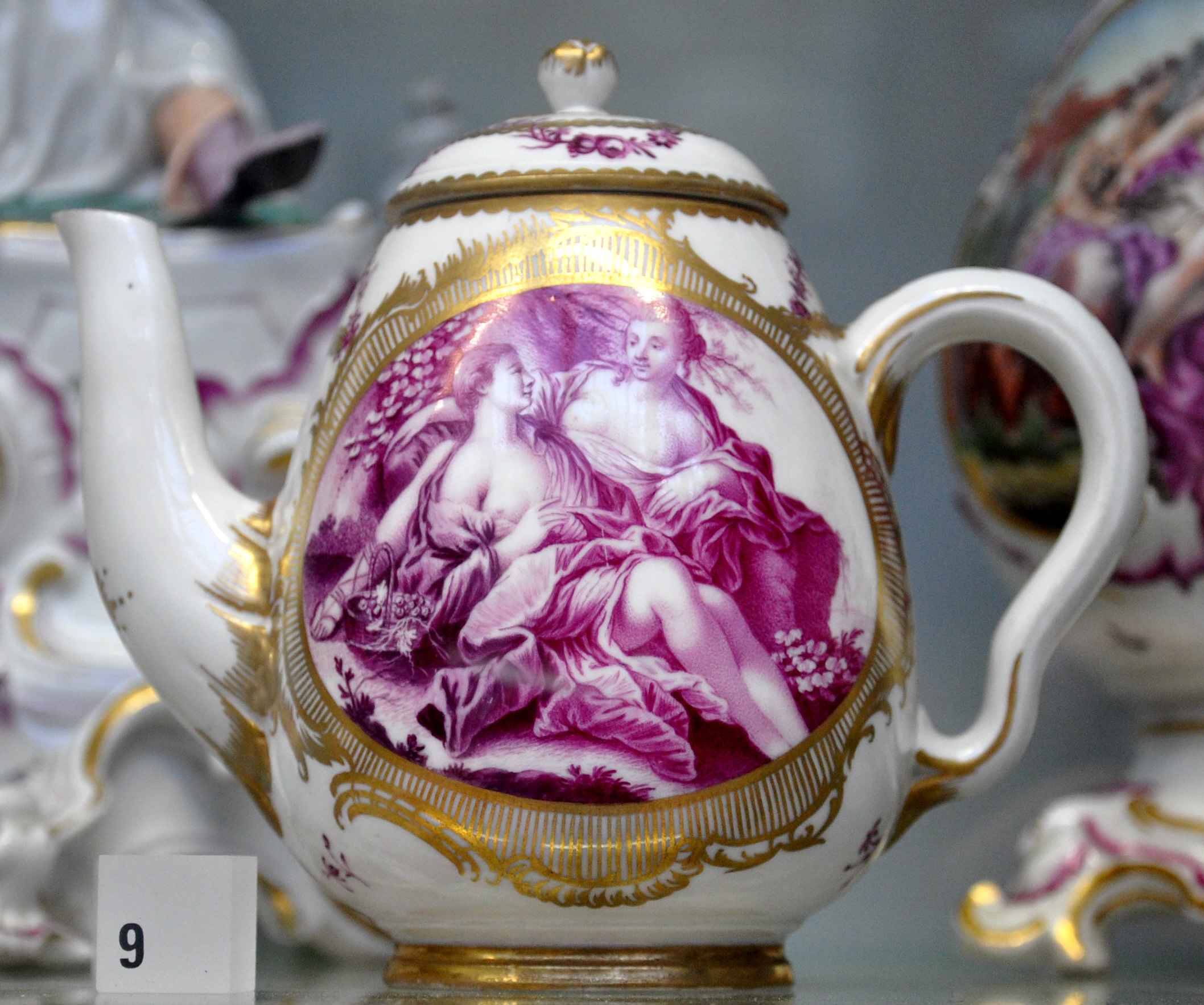
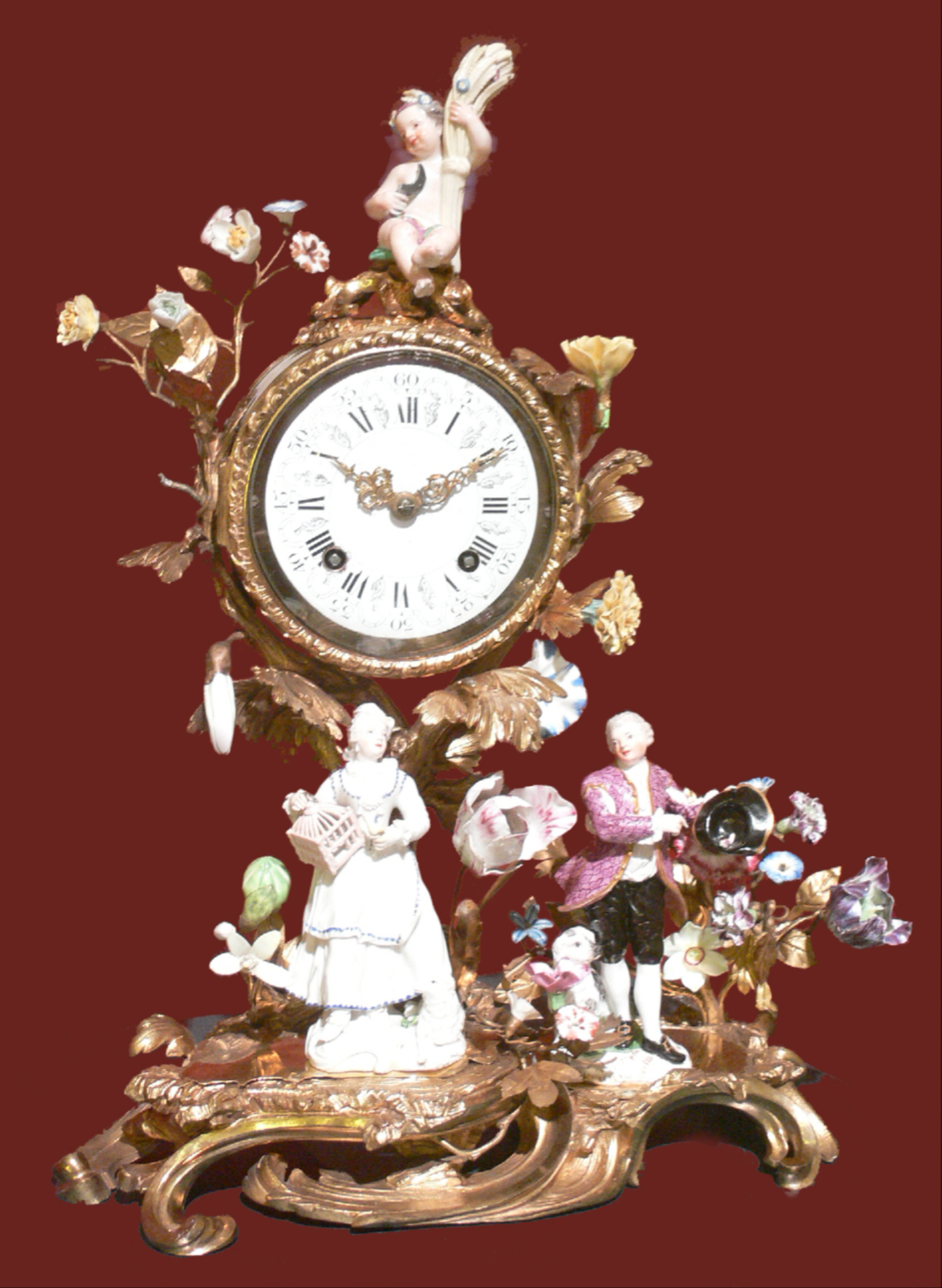
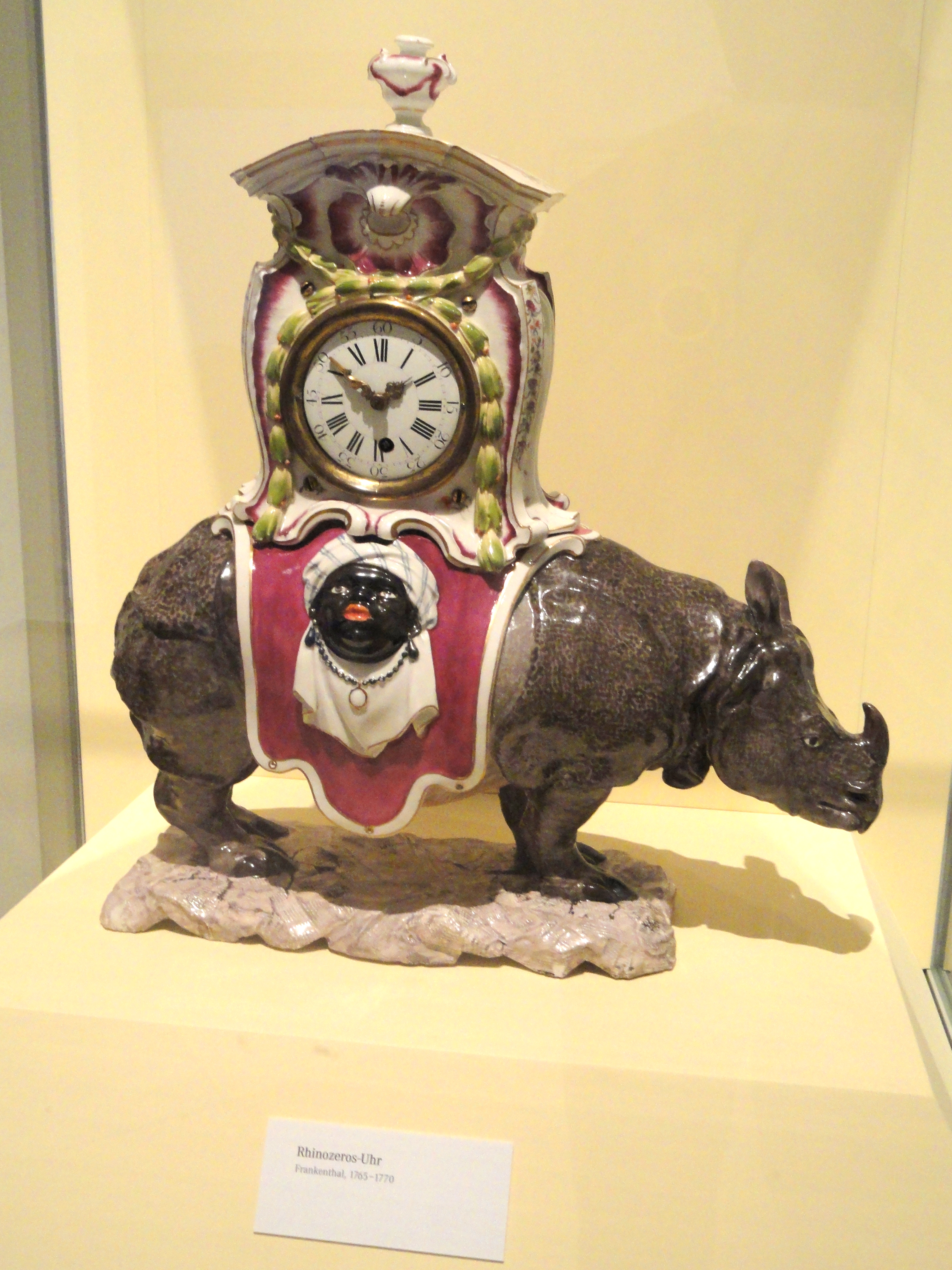
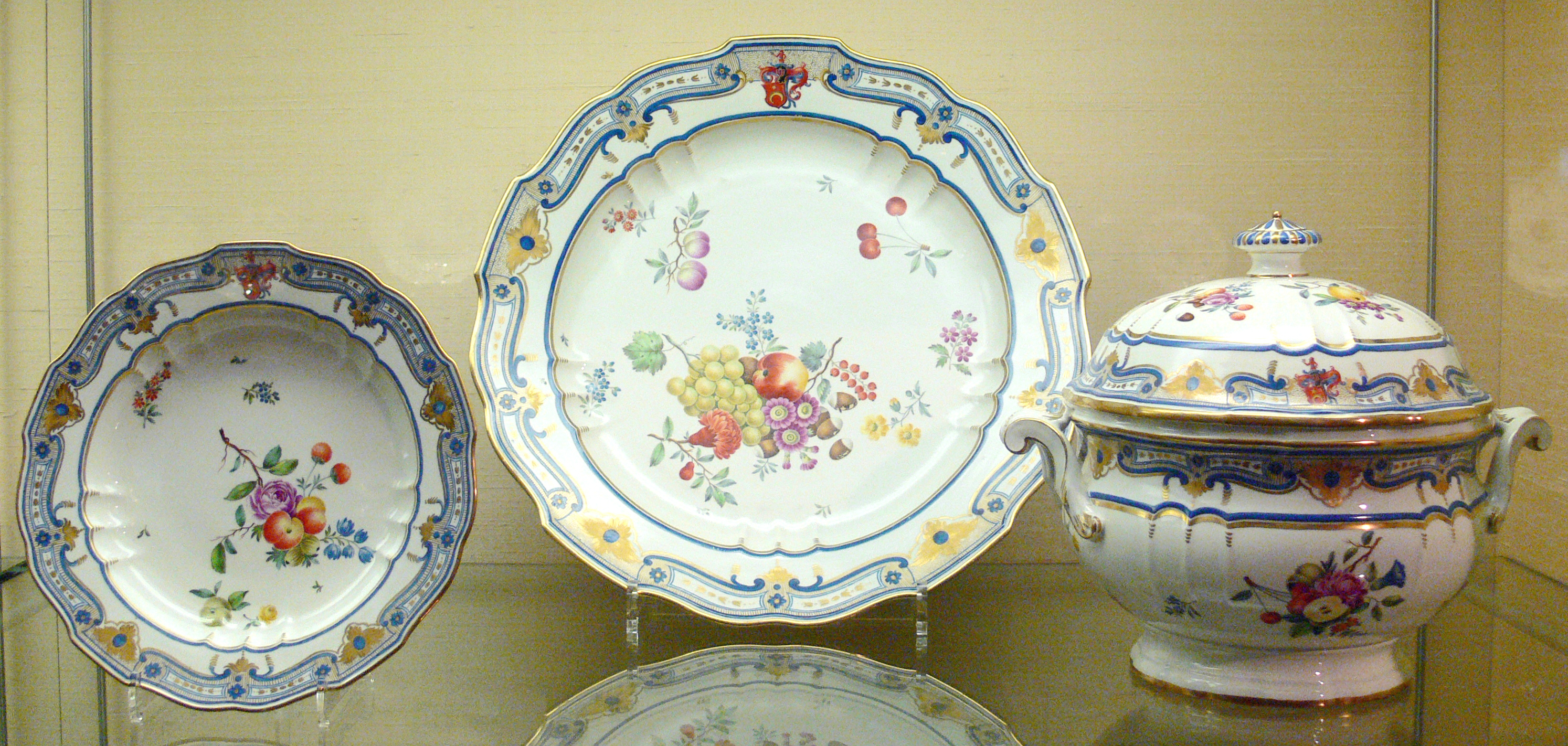
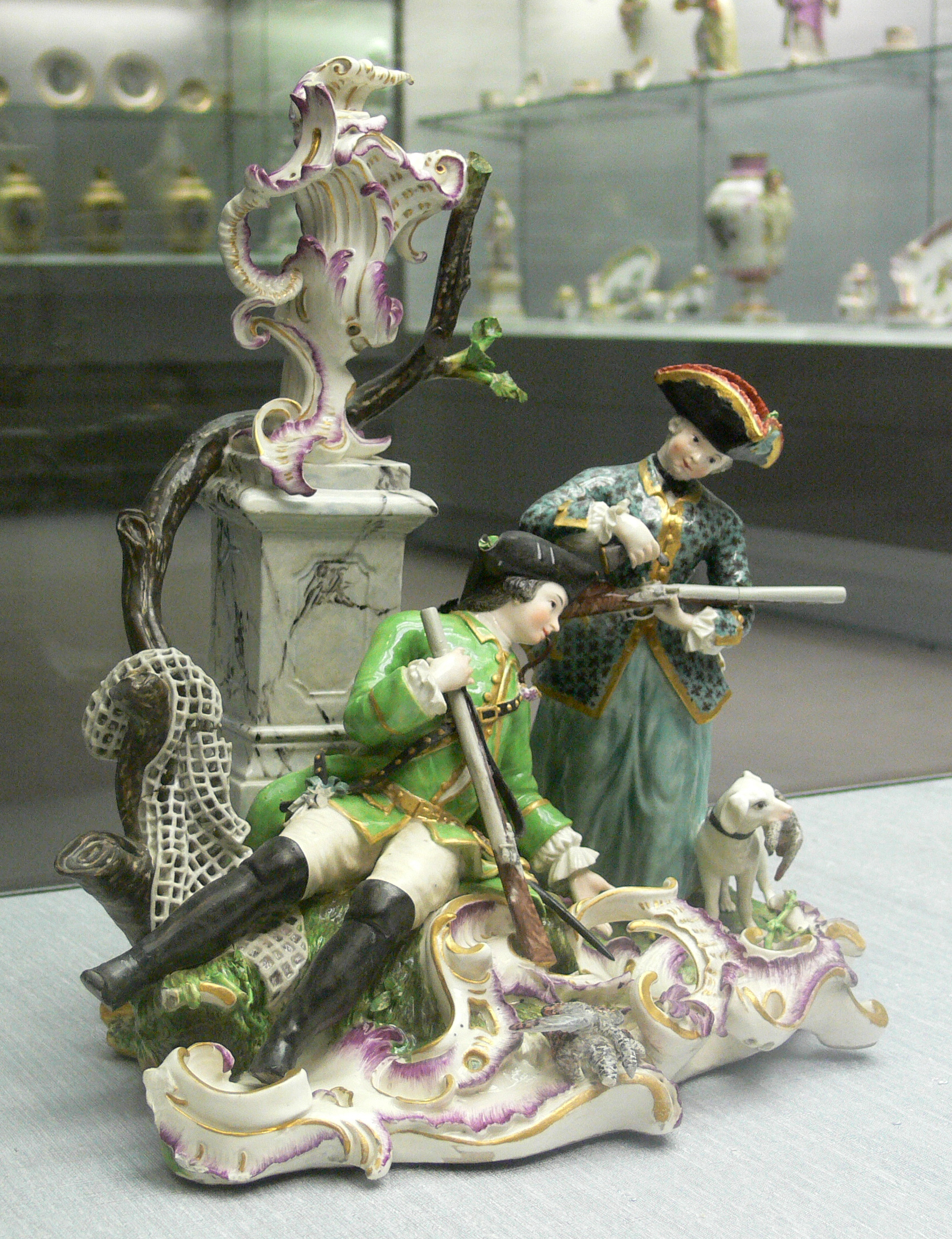
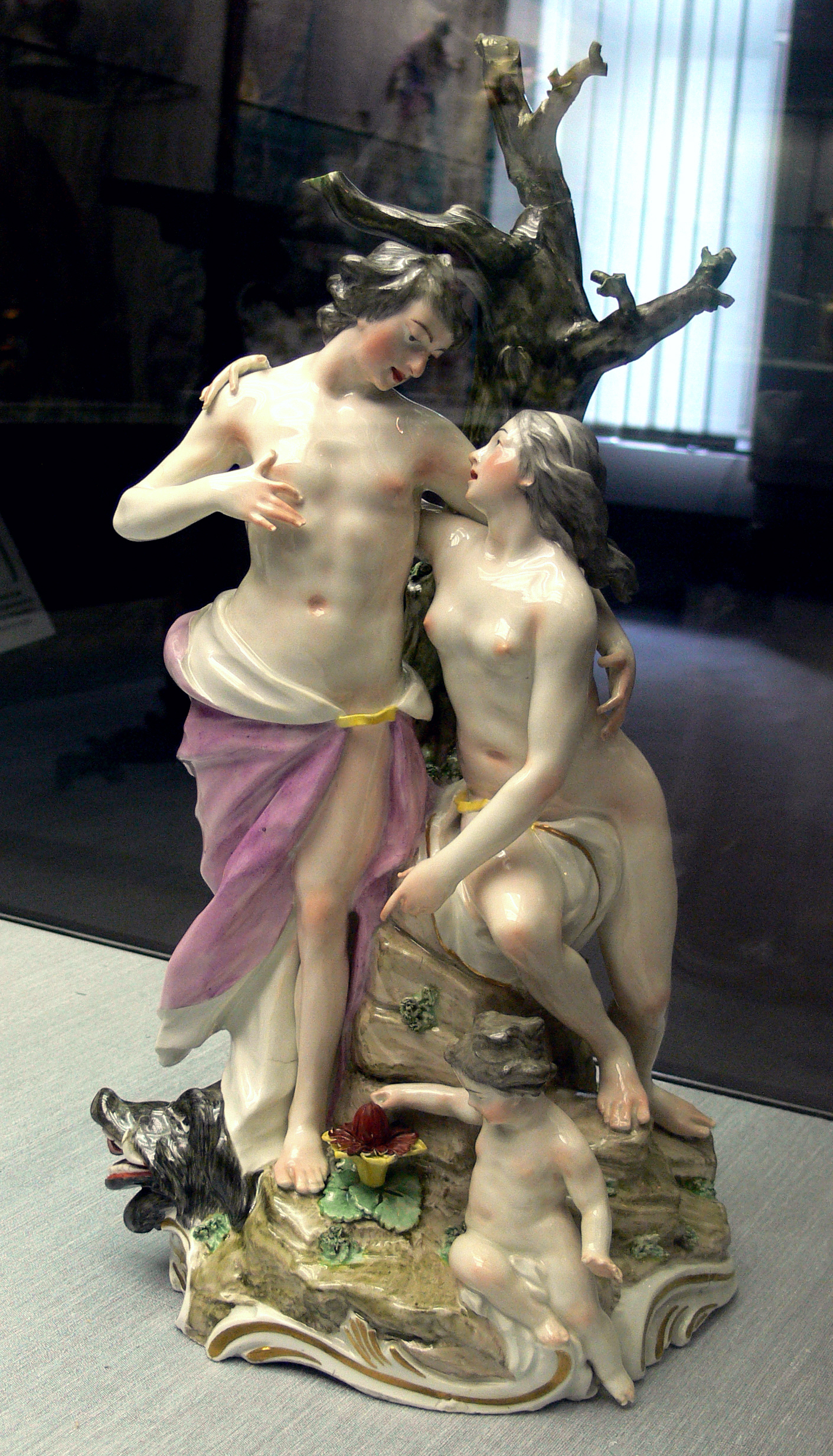
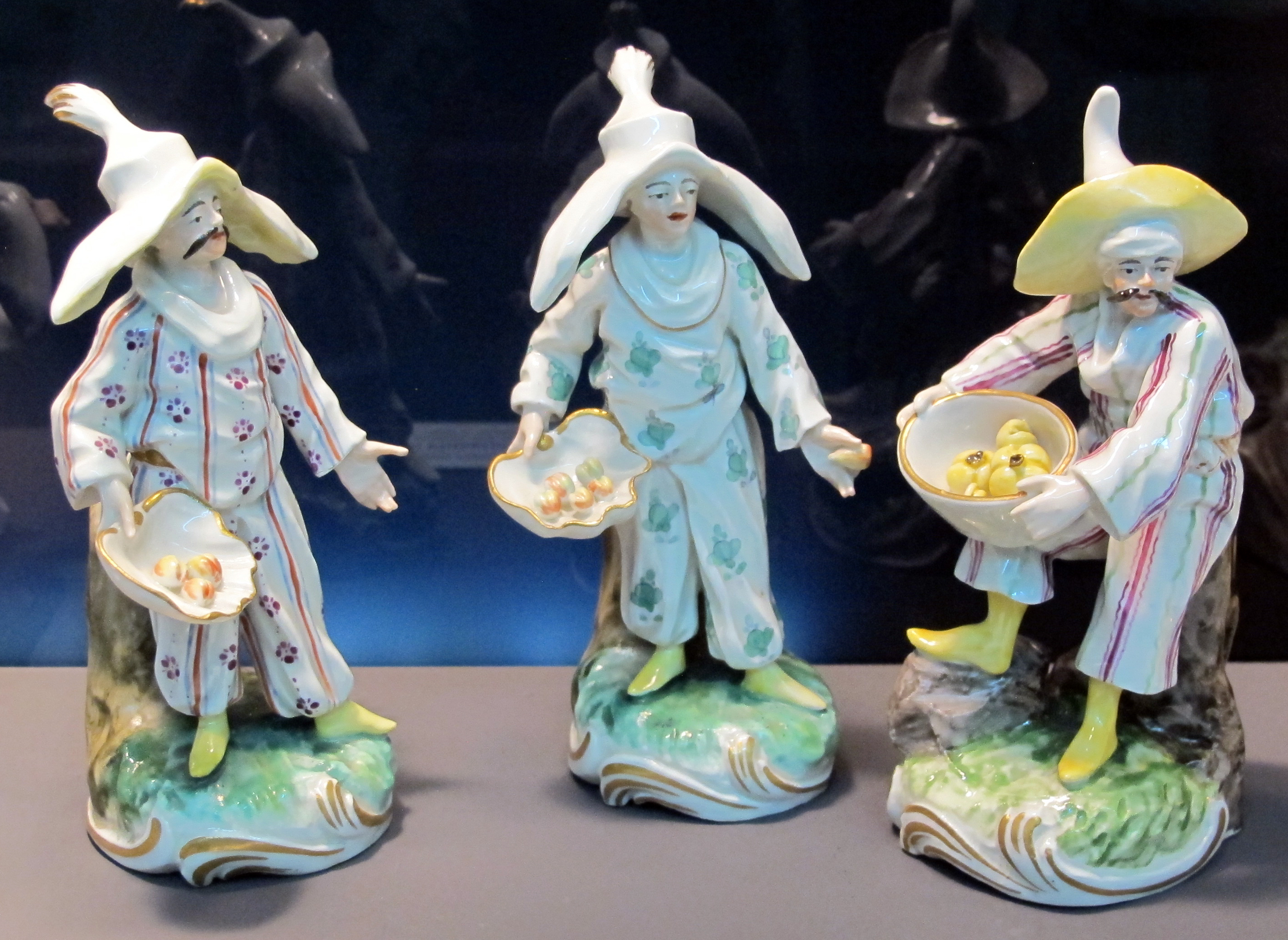

## Népesség
A település népességének változása:
| Lakosok száma | 43 684 | 48 363 | 48 445 | 48 417 | 48 561 | 48 773 | 49 051 | 49 122 |
|               | 1975   | 2015   | 2016   | 2017   | 2019   | 2021   | 2022   | 2023   |